# 松村幸洋
松村 幸洋（まつむら ゆきひろ、1980年8月16日 - ）は、日本の男性声優。大阪府出身。

## 人物
青二塾大阪校第19期卒業。
2010年12月まで青二プロダクション（ジュニア）に所属していた。
方言は関西弁。
特技はラグビー。
資格は普通自動車免許、情報科高等学校教員免許。

## 出演
太字はメインキャラクター。

### テレビアニメ
2007年
- 電脳コイル（通行人A）
- レ・ミゼラブル 少女コゼット（御者）

2008年
- 西洋骨董洋菓子店〜アンティーク〜（ジム生3）
- ちびまる子ちゃん（ヒデキ）
- はたらキッズ マイハム組（監視ジョイスター）
- ヒャッコ（クラスメイト・八木、江原先生、文芸部員、コンビニ店員B）
- ONE PIECE（船員、海賊）

2009年
- あにゃまる探偵 キルミンずぅ（官僚）
- ちびまる子ちゃん（スタッフ）
- 真マジンガー 衝撃!Z編 on television（研究所員1）
- 戦場のヴァルキュリア（団員C、正規軍将校、ニルス・テールテン、男C、フレデリック、兵士、帝国兵）
- ねぎぼうずのあさたろう（もろこし天狗党、子分、もろこし天狗党手下）
- 東のエデン（ジョニークリーチャー、AKX20000）
- ONE PIECE（天竜人）

2010年
- ドラゴンボール改（ナメック戦士）
- リングにかけろ1 影道編（観客B）
- ONE PIECE（囚人）

2011年
- 俺たちに翼はない（従業員）

### OVA
2007年
- FREEDOM

### 劇場アニメ
2009年
- 仏陀再誕－The REBIRTH of BUDDHA

### ゲーム
2008年
- 戦場のヴァルキュリア
- まもるクンは呪われてしまった!（西風キンヤ[4]）
- ミブリー&テブリー（マッスル玉三郎）
- 龍が如く 見参!
- ワールド・デストラクション 〜導かれし意思〜（看守B 他）
- Wonderland ONLINE（村長）

2009年
- Ys SEVEN（ムスタファ）
- テイルズ オブ ザ ワールド レディアント マイソロジー2（ヒーローズボイス）
- テイルズ オブ バーサス
- 龍が如く3
- LUNAR 〜HARMONY of SILVER STAR〜（キケロ）

2010年
- テイルズ オブ ファンタジア なりきりダンジョンX
- 龍が如く4 伝説を継ぐもの

2011年
- まもるクンは呪われてしまった!〜冥界活劇ワイド版〜（西風キンヤ）

### ドラマCD
- イースドラマCD 異説 〜もう一つのフェルガナ冒険記〜（PSP版『イース -フェルガナの誓い-』限定ドラマCD同梱版）（社員）
- 孤独のグルメ ドラマCD

### 特撮
- 大怪獣バトル ウルトラ銀河伝説 THE MOVIE（その他のウルトラマンの声、宇宙人の声）
- 爆乳戦隊パイレンジャー（ユニコングの声、カメラングの声）

### テレビ
- 新・週刊フジテレビ批評（ナレーション）
- 和風総本家（番組中の吹き替え）